# Zollhaus (Scheuring)
Zollhaus ist ein Ortsteil der Gemeinde Scheuring im oberbayerischen Landkreis Landsberg am Lech.

## Geografie
Die Einöde Zollhaus liegt circa zwei Kilometer südlich von Scheuring am Ostufer des Lechs.
Direkt südlich der Einöde führt die Staatsstraße 2027 über den Lech. Wenige Meter flussaufwärts befindet sich die Lechstaustufe 19 – Schwabstadl.

## Geschichte
Im Jahr 1855 wurde von privater Hand eine Eisenbrücke errichtet, nach der Sprengung 1945 wurde sie durch eine Holzbrücke ersetzt. Bis 1965 wurde hier am Zollhaus mithilfe einer Schranke Zoll erhoben. Die Landkreise Landsberg am Lech und Schwabmünchen, der Freistaat Bayern und das Verteidigungsministerium errichteten 1965/66 eine neue Brücke, für die kein Zoll mehr erhoben wurde.
Im Jahr 2005 wurde die Brücke schließlich erneut komplett neu gebaut.